# Nathan Straus Jr.
Pour les articles homonymes, voir Nathan Straus.
Nathan Straus Jr. (né le 27 mai 1889 à New York et décédé le 13 septembre 1961 à Massapequa, dans le comté de Nassau) est un journaliste et politicien américain de l'État de New York.

## Biographie
Il est le fils de Nathan Straus.